# The Getaway (jeu vidéo)
The Getaway (« La Fuite » en français) est un jeu vidéo développé par Team Soho et édité par Sony Computer Entertainment. Il est sorti en Europe le 11 décembre 2002, sur PlayStation 2. Il est le premier opus de la série The Getaway. Le développement du jeu était prometteur, notamment compte tenu de l'important budget alloué par Sony aux développeurs : plus de 80 millions de francs (soit environ 12 millions d'euros). Le jeu avait été annoncé comme un « rival de poids pour la série GTA », qui était alors le meilleur parmi les jeux d'action. La plupart des journalistes furent très déçus lors de sa sortie, le qualifiant de « belle déception », avec néanmoins une réalisation excellente, et une merveilleuse bande-son.
Dans The Getaway, les développeurs ont avant tout misé sur le réalisme. Ainsi le HUD n'affiche pas de barre d'indication, boussole, jauge de santé, icône ou de radar. De plus, l'action se situe dans un Londres de 40 km² reconstitué à l'identique à partir de photos et de relevés métriques pris dans la ville[réf. nécessaire].

## Synopsis
Londres. Une ville déchirée par la corruption, les trafics de drogue et la guerre qui oppose les trois principaux gangs criminels de la ville : les Yardies, dirigés par Jamahl, les Triades 14k, qui sont dirigées par Shan Chu, un Chinois venant juste d'arriver à la ville et qui ignore tout de l'anglais, et enfin, le gang de Collins, qui est dirigé par Nick Collins.
Dans cette ambiance morose qui peut facilement sombrer dans le chaos, on incarne deux héros à la fois, aux motivations très différentes, mais qui ont le même ennemi.
Mark Hammond, ancien membre du gang de Collins, est maintenant obligé d'affronter son passé. Une bande d'assassins vient en effet de tuer sa femme, et a enlevé son fils. Au terme d'une longue course-poursuite au cœur de la ville, Mark parvient finalement à retrouver le ravisseur : un vieux gangster du nom de Charlie Jolson, qui rêve de prendre le contrôle absolu de Londres, et veut pour cela se débarrasser de ses rivaux. Pour arriver à ses fins, Charlie compte se servir de Mark pour semer la zizanie entre les trois gangs qui font de l'ombre aux Bethnal Green, le gang du vieil homme. Il espère ainsi que les Yardies, les Triades et les hommes de Collins s'entretueront, ne laissant plus que lui pour diriger le crime dans la ville.
Mark se retrouve piégé, mais obligé de devenir le sabre de Charlie, sous peine de voir son fils mourir. Très rapidement, la ville entière se ligue contre lui, le père désespéré effectuant des massacres de plus en plus gros chez tous les ennemis de Charlie, s'attaquant même à la police, tout en cherchant un moyen de tenter de sauver non seulement sa peau, mais aussi celle de son enfant. Et peu d'hommes sont disposés à l'aider.
Frank Carter, inspecteur de la « Volante », une unité d'élite de la police, représente le second personnage disponible. Il hait plus que tout Charlie Jolson, et rêve de pouvoir enfin trouver une preuve contre lui. Dans sa croisade acharnée contre Bethnal Green, il se retrouvera au cœur de la guerre des gangs qui ensanglante les rues de Londres, transformant cette belle ville en un champ de bataille. Malheureusement, Frank ne peut pas faire grand-chose contre Charlie, le patron de la police étant un ripoux travaillant pour l'homme, qui cherche par tous les moyens à stopper Frank et à aider Bethnal Green.
Tout au long de leurs parcours, ces deux personnages sont appelés à se rencontrer, et chacun d'eux sait parfaitement que sans l'aide de l'autre, il ne peut y avoir d'échappatoire...

## Distribution
- Mark Hammond : Don Kembry (VF : Martial Le Minoux)
- Franck Carter : Joe Rice (VF : Cyrille Artaux)
- Charlie Jolson : Ricky Hards (VF : Michel Barbey)
- Yasmin : Anna Edwards (VF : Françoise Cadol)
- Jake Jolson : Dave Gold (VF : Philippe Roullier)
- Harry Preston : Michael Preston (VF : Richard Leblond)
- Eyebrows : Paul Burfoot (VF : Régis Reuilhac)
- Grievous : Jim Darrah (VF : Patrick Borg)
- Sparky : Symond Lawes (VF : Marc Saez)
- Liam Spencer : Paul Swaby (VF : Serge Faliu)
- Nick Collins : Russell Levy (VF : Jean-François Kopf)
- Shan Chu Lee : Wai Tsang (VF : Patrick Borg)
- Jamahl : Elwin David (VF : Thierry Mercier)
- Clive McComarck : Mick Oliver (VF : Marc François)
- Big Walter : Jason Parker (VF : Marc Saez)
- Joe Fielding : Vic Robinson (VF : Jean-Claude Balard)

## Présentation

### Système de jeu
The Getaway est un jeu d’action à la troisième personne. Il propose un mode principal basé sur un scénario original, lequel est décomposé en 24 missions. Durant les douze premières, le joueur incarne Mark Hammond, un père de famille dont le fils, Alex, a été enlevé par le plus puissant gang de Londres : Bethnal Green. Son leader, Charlie Jolson, utilise Alex pour faire chanter Hammond en lui faisant exécuter des « boulots » aux quatre coins de la cité. La plupart du temps, ces boulots consistent à se rendre en voiture à un endroit précis de la ville, de faire le travail demandé, puis de fuir les lieux pour clore la mission. Le jeu mêle ainsi des phases de « shoot », où l’intérêt est simplement d’éliminer les ennemis présents, avec des phases de conduite. Certains objectifs doivent être accomplis en temps limité, alors que d’autres réclament de la discrétion (lors des phases d’infiltration).
Lors des douze missions suivantes, on incarne l’inspecteur de police Franck Carter. Le principe est sensiblement le même qu’avec Mark Hammond, sauf que le scénario est vécu d’un point de vue différent (celui de la police, en l’occurrence).
Une fois les vingt-quatre missions bouclées, deux « extras » font leur apparition : le générique du jeu, et un mode promenade, qui permet au joueur de se balader librement dans la ville.

### Phases de jeu

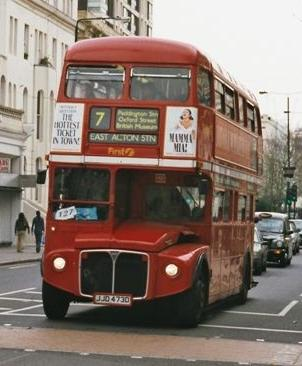
Les bus rouges à impériale comptent parmi les véhicules jouables de The Getaway.

Le jeu allie essentiellement des phases à pieds avec des phases de conduite.
À pieds, le personnage dispose d’une large palette de mouvements. Il peut par exemple effectuer une roulade, se plaquer contre un mur ou derrière une voiture pour tirer à l’aveuglette sur ses ennemis, prendre quelqu’un en otage ou encore asséner un coup de crosse avec son pistolet. Pour tirer, le joueur a le choix entre une visée manuelle et une visée automatique.
L’arme de base proposée dans The Getaway est un pistolet Glock 17. Plusieurs armes secondaires sont également disponibles : un fusil d'assaut (type AK-47), un fusil à pompe et la mitrailleuse des forces spéciales. Toutefois, la Team Soho ayant tablé sur le réalisme, il est impossible de porter plus d’une arme en plus du revolver.
Les phases à pieds ne constituent malgré tout qu’une partie mineure du jeu, car dans The Getaway, ce sont bien les phases de conduite qui accaparent le gameplay. 
De fait, le jeu propose de nombreux véhicules : voiture de sport, berline, citadine, bus, camion, ambulance. D’ailleurs, il est à noter que, contrairement aux jeux de la série GTA, The Getaway offre au joueur la possibilité de conduire de « vraies » voitures, les développeurs ayant acquis les licences nécessaires, à l'instar de Gran Turismo. Il est donc possible de conduire des modèles que l'on croise dans la vie de tous les jours. Parmi les modèles français présents dans le jeu, on pourra citer une Peugeot 306, un Renault Espace, une Laguna et une Citroën Saxo. On peut également trouver des marques comme Rover, Lexus, Fiat, Alfa Romeo, Mercedes, Saab, Honda, Opel, Nissan, Jensen, TVR, Lotus, de même que les fameux bus à impériale et les taxis londoniens.

## The Getaway: un jeu d’action atypique

### Un gameplay orienté vers le réalisme
La grande originalité de The Getaway réside dans le côté réaliste de son gameplay. En effet, là où la majorité des jeux d’action (notamment ceux de la série GTA) s’autorisent de nombreuses « fantaisies », comme la possibilité pour le protagoniste principal de porter un grand nombre d’armes, de survivre à des chutes vertigineuses ou de commettre des délits importants sans être inquiété par la police, la création de la Team Soho se veut avant tout réaliste. Cela se remarque d’abord dans l’interface. À l’écran, il n’y a ainsi aucune indication : ni radar, ni barre de santé, ni icône précisant l’arme sélectionnée ou le nombre de balles restantes.
Pour pallier cette absence de renseignements, les développeurs ont imaginé un certain nombre d’astuces, par exemple le système de « clignotants » qui permet au joueur de suivre une route sans en connaître l’itinéraire. Le principe est simple : quand le phare de droite clignote, le joueur doit prendre à droite, dès que possible, et idem avec le feu de gauche. Quand les deux phares clignotent simultanément, le joueur est arrivé à destination. Considéré comme étant peu précis, ce système a été vivement critiqué par la presse,. 
Concernant l’état de santé, le joueur peut l’estimer en fonction de la démarche du personnage. Quand celui-ci a reçu plusieurs coups, il commence en effet à tituber et devient moins précis dans ses tirs. Des taches de sang apparaissent également sur ses vêtements. Cependant, le joueur peut à tout moment régénérer sa santé, en s'appuyant contre un mur.
Enfin, si aucun indicateur ne précise au joueur ses réserves en munitions, les développeurs ont eu l’idée de l’avertir grâce à la vibration de la manette. Effectivement, quand le chargeur tend à se vider, le pad se met à vibrer, et ce de plus en plus fort jusqu'à ce que les munitions soient épuisées.
Réaliste, le jeu l’est aussi dans la gestion des dégâts en voiture (une seule collision pouvant suffire à mettre un véhicule hors service), dans les réactions des policiers, ces derniers cherchant plus à neutraliser les truands qu’à les tuer directement, et, aussi, dans l’animation des personnages. À ce propos, la Team Soho a poussé à l’extrême l’aspect réaliste du jeu dans les séquences où les protagonistes montent un escalier, ces derniers le gravissant marche par marche. Un souci de l’animation qui a suscité la moquerie des journalistes,,.

### Ambiance

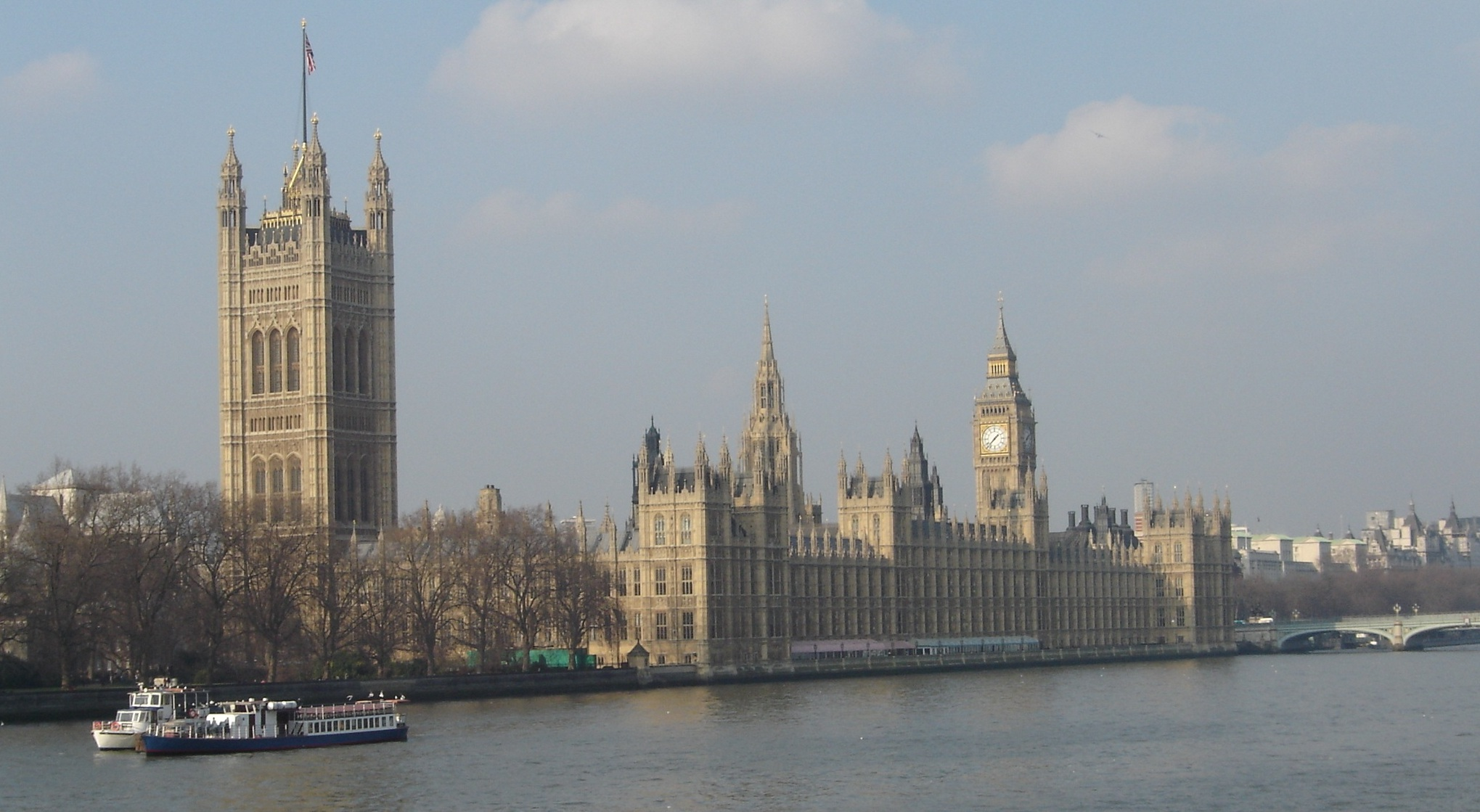
Des quartiers sombres jusqu'aux endroits les plus en vue, la trame de The Getaway emmène le joueur aux quatre coins de la ville de Londres.

Un autre facteur qui a contribué à démarquer le jeu de ses concurrents est son ambiance. Particulièrement sombre, elle s’appuie notamment sur un scénario qui emprunte des références aux films noirs, de nombreux thèmes tels que la trahison, le crime, le meurtre ou la vengeance étant abordés.
Dans The Getaway, les scènes violentes avec effusion de sang sont ainsi monnaie courante (que ce soit dans les cinématiques ou in game), de même que les agressions physiques et verbales entre les protagonistes. Le jeu contient aussi des scènes de torture et des allusions au sexe et à la drogue, d’où l’interdiction aux moins de dix-huit ans dont il a fait l’objet par le British Board of Film Classification.
L’atmosphère est également servie par le côté froid que les développeurs ont donné à la ville de Londres, notamment au travers des conditions météorologiques (le ciel est systématiquement gris et voilé) et des lieux où se déroulent l’action (entrepôt désaffecté, maison insalubre, quartier sombre). Cependant, la plupart des missions invitent le joueur à parcourir des endroits divers et variés de la ville, dont les « beaux » quartiers comme Mayfair, Soho ou Hyde Park.

### Aspect cinématographique
Si le jeu a autant fait parler de lui, c’est aussi pour son côté très cinématographique avec son scénario digne d’un film policier, sa bande originale et, surtout, ses nombreuses cinématiques. Mises en scène à la manière d’un authentique long-métrage, ces cinématiques durent généralement plusieurs minutes, leur durée totale avoisinant l’heure entière. Il peut y en avoir plusieurs au sein d’une même mission (chacune en comportant une en guise d’introduction), certaines s’effectuant en deux ou trois temps. C’est le cas, par exemple, de la septième mission où l'on incarne Mark Hammond, « Un sale boulot ».
Omniprésentes, les cinématiques apportent des informations indispensables quant au déroulement du scénario. On peut d’ailleurs mesurer l’importance que leur ont accordée les développeurs puisque la plupart d’entre elles ne peuvent être « passée », le joueur étant obligé de les regarder d’un bout à l’autre.

## Partie technique

### Graphismes
Les développeurs ont choisi le moteur graphique Kinetica pour reproduire la ville de Londres. Un logiciel également utilisé par la série de jeux de tir tactique SOCOM. Très performant, il offre une reconstitution très fidèle et détaillée de la capitale anglaise, donnant à celle-ci un aspect « photo réaliste ». Chaque rue, chaque avenue, chaque édifice de la ville a été modélisé, y compris les monuments les plus célèbres comme le Palais de Westminster, la Tour de Londres ou le Tower Bridge, pour ne citer qu’eux. La Team Soho n’a pas omis non plus les figures incontournables de la ville tels que les cabines téléphoniques rouges, les bus à impériale ou les « bobbies » (les policiers londoniens avec leur képi en forme de cloche).

Les jeux de la série SOCOM utilisent le même moteur graphique que The Getaway.

Les personnages, aussi, bénéficient d’une modélisation soignée (notamment au niveau du visage), alors que les véhicules sont reproduits à l’identique par rapport aux modèles d’origine. On notera d’ailleurs la présence dominante des marques anglaises, et plus généralement des marques européennes. Suivant les secteurs, on peut trouver des modèles très différents, les berlines luxueuses ayant tendance à sillonner les quartiers riches, tandis que les zones moins prospères regorgent de voitures familiales et bon marché. Réalisme oblige, le trafic est dense, et les embouteillages, fréquents. En revanche, peu de piétons arpentent les trottoirs.
Conformément à l’orientation du gameplay, les voitures offrent des performances réalistes. La vue proposée par défaut, montrant le véhicule de dos, est la seule disponible. D’autre part, il est impossible de regarder en arrière ou sur les côtés, la caméra se dirigeant automatiquement en fonction de l’orientation du joueur (il en est de même à pieds). Le système de dégâts est pointilleux, et il n’est pas rare de changer de véhicule plusieurs fois au cours d’une mission. Après une collision, le moteur laisse échapper une fumée blanche qui s’assombrit au fur et à mesure que l’on inflige des dégâts à l’auto, jusqu’à ce qu’elle prenne feu. Visuellement, la carrosserie subit des déformations plus ou moins importantes suivant la violence des chocs. De même, on peut assister à des enfoncements de portières ou à des explosions de pare brise.
Les cinématiques utilisent également le moteur Kinetica. Pour un surcroît de réalisme, elles s’appuient en outre sur la technique de la capture de mouvement, qui permet de reproduire à l’identique la gestuelle des acteurs qui ont prêté leur voix (et leurs traits) aux protagonistes de The Getaway. La combinaison des deux techniques donne de fait un rendu très crédible aux cinématiques, les personnages étant en mesure d’accomplir une large gamme de mouvements et de manifester des émotions diverses, et ce avec le plus grand réalisme.

### Bande-son
La bande-son de The Getaway constitue, au même titre que sa réalisation, l’un de ses points forts. Elle a été unanimement acclamée par la presse, que ce soit par les détracteurs du jeu (Jeuxvideo.com la note 16/20) ou ceux qui l’ont apprécié (PlayFrance accorde 8/10 au son). La qualité de la version française, elle aussi, a reçu les éloges des journalistes. Au passage, notons que certaines voix sont assurées par des professionnels du doublage. Le personnage de Yasmin, par exemple, est interprété par Françoise Cadol, qui n’est autre que la voix attitrée de l’actrice Angelina Jolie.
La bande originale du jeu est interprétée par l’Orchestre philharmonique de Londres. Les thèmes, écrits par Andrew Hale, sont nombreux et accompagnent la majorité des missions, de même que plusieurs cinématiques.

## Accueil

### Presse et joueurs
Très attendu au moment de sa sortie, The Getaway a reçu un accueil mitigé de la part de la presse spécialisée, en France. La plupart des journalistes se sont montrés déçus, dénonçant notamment le manque de liberté et la maniabilité chaotique du personnage.
Jeuxvideo.com attribue au jeu une note de 11/20. Si le testeur loue les qualités de la réalisation graphique, évoquant en particulier un « Londres parfaitement modélisé » ainsi que « des personnages très soignés », il ne manque pas de critiquer le gameplay, qu’il considère comme le défaut majeur du jeu. Ainsi parle-t-il d’une « maniabilité désastreuse » lors des phases à pieds, alors qu’il estime que le système de caméra est mal pensé et qu’il gêne la progression du joueur. En revanche, il ne tarit pas d’éloge concernant la bande-son, qualifiant notamment celle-ci d’ « irréprochable » avec des thèmes musicaux « très bons ». Globalement, il considère toutefois le jeu comme étant une « belle déception ».
Sur Gamekult, le testeur émet un avis similaire, donnant à The Getaway une note de 5/10. Il classe également la modélisation de la ville parmi « les plus », de même que la qualité des cinématiques ; par contre, à l’instar de Jeuxvideo.com, lui aussi dénonce la linéarité de la progression et le système de caméra, qu’il juge « énervant ».
L’ensemble de la presse francophone n’a toutefois pas été unanime. Le site PlayFrance, par exemple, a témoigné un net enthousiasme vis-à-vis du jeu, notant ce dernier 8/10. Si le testeur déplore lui aussi un gameplay difficile et une liberté de mouvement limitée, il salue les qualités esthétiques et scénaristiques du jeu, allant même jusqu’à assimiler ce dernier à « un film dont on est le héros ».
Du côté de la presse anglophone, les critiques ont bien mieux reçu The Getaway. Le site Metacritic relève une moyenne de 75 %, sur la base de 49 comptes-rendus.
Le jeu a connu également un grand succès auprès des joueurs. En témoigne son passage au rang Platinum (signifiant qu’il a dépassé le million de ventes), ainsi que les nombreux commentaires favorables à son égard.
Sur Jeuxvideo.com, The Getaway affiche une moyenne de 15/20, sur la base de 144 commentaires de lecteurs (53 % d’entre eux ayant noté le jeu dans une fourchette comprise entre 16 et 20/20). Sur Gamekult, le jeu se voit attribuer une moyenne de 6,2/10, sur la base de 59 critiques, alors que Metacritic collecte une moyenne de 6,5/10, sur la base de 69 avis.

### Controverse

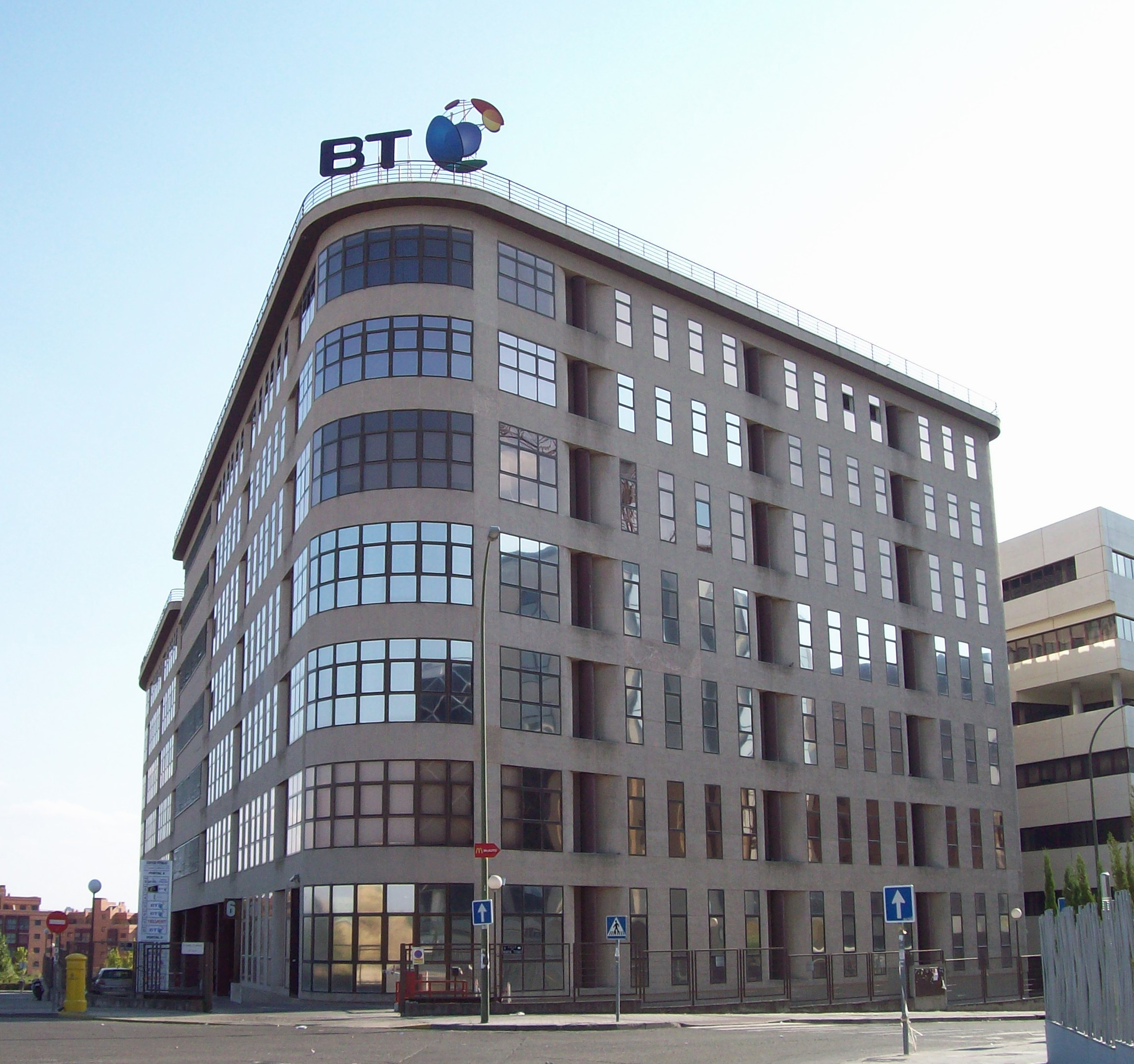
Choqué de voir son nom et son logo apparaître dans le jeu, British Telecom a porté plainte contre Sony.

Quelques semaines après la sortie de The Getaway, les studios Sony ont subi le mécontentement de l’entreprise British Telecom, offusquée de voir son nom associé à un jeu d’une telle violence. Effectivement, lors de la septième mission où l’on incarne Mark Hammond, ce dernier doit se faire passer pour un employé des Telecom afin d'infiltrer un commissariat de police et de tuer le chef d’une brigade d’élite. Or, au cours de cette mission, Hammond remplit son rôle en conduisant une camionnette arborant les logos de l’opérateur en télécommunications. British Telecom a déposé une plainte auprès de Sony, et a obtenu gain de cause, l’éditeur ayant revu la copie du jeu afin de supprimer les allusions à l’entreprise.

## Suites
Forts du succès de The Getaway, les développeurs n’ont pas tardé à mettre une suite en chantier. Annoncé avant même la parution du premier opus, Black Monday est sorti à la fin de l’année 2004. Il a reçu un accueil mitigé de la critique, tant en France que dans les pays anglophones,.
En 2005, la Team Soho annonça un nouveau projet : le lancement de « The Getaway 3 », sur PlayStation 3. Le développement du jeu avait commencé depuis peu lorsque le studio décida de l’annuler, pour des raisons financières. En 2009, Sony annonce finalement que la production de ce nouvel opus n'est pas annulée mais « suspendue ».